# Leichtes Gepäck
Leichtes Gepäck ist ein Lied der deutschen Pop-Rock-Band Silbermond aus dem Jahr 2015.

## Entstehung und Veröffentlichung
Das Lied wurde gemeinsam von den Silbermond-Mitgliedern Stefanie Kloß, Andreas Nowak, Johannes Stolle und Thomas Stolle geschrieben beziehungsweise komponiert. Thomas Stolle zeichnete darüber hinaus, zusammen mit Moritz Enders und Alexander Freund, für die Produktion verantwortlich.
Die Erstveröffentlichung von Leichtes Gepäck erfolgte als Single am 16. Oktober 2015 bei Verschwende deine Zeit. Diese erschien als digitaler Einzeltrack zum Download und Streaming. Zwei Wochen später erschien das Lied zudem als physische 2-Track-CD-Single, die um einen Remix als B-Seite erweitert wurde (Katalognummer: 88875165852). Am 27. November 2015 erschien das Lied als Teil des gleichnamigen fünften Studioalbums, dessen zweite Singleauskopplung es ist (Katalognummer: 88875158542).

## Inhalt
Leichtes Gepäck handelt davon, dass man sich im Laufe seines Lebens viele Dinge zulegt und geschenkt bekommt, die man eigentlich nicht braucht („[...] Und eines Tages fällt dir auf, dass du 99 % nicht brauchst, also nimmst du den Ballast und schmeißt ihn weg[...]“) und zu dem Entschluss kommt ihn zu entsorgen und anzuzünden.

## Musikvideo
Das Musikvideo zum Lied entstand in schwarz-weiß und wurde unter der Regie von Daniel Lwowski gedreht.

## Rezeption

### Charts und Chartplatzierungen
| ChartsChartplatzierungen | Höchstplatzierung | Wochen |
| ------------------------ | ----------------- | ------ |
| Deutschland (GfK)        | 13 (25 Wo.)       | 25     |
| Österreich (Ö3)          | 19 (12 Wo.)       | 12     |
| Schweiz (IFPI)           | 30 (10 Wo.)       | 10     |

### Auszeichnungen für Musikverkäufe
| Land/Region        | Auszeichnungen für Musikverkäufe (Land/Region, Auszeichnung, Verkäufe) | Verkäufe |
| ------------------ | ---------------------------------------------------------------------- | -------- |
| Deutschland (BVMI) | Gold                                                                   | 200.000  |
| Insgesamt          | 1× Gold ·                                                              | 200.000  |